# Nineta inpunctata
Nineta inpunctata là một loài côn trùng trong họ Chrysopidae thuộc bộ Neuroptera. Loài này được Reuter miêu tả năm 1894.